# Vakoplšík péroocasý
Vakoplšík péroocasý, alternativně také vakoplch péroocasý nebo vakovčík péroocasý (Distoechurus pennatus), je dvojitozubý vačnatec z čeledi vakoplšíkovití (Acrobatidae), jediný druh rodu Distoechurus.

## Výskyt
Vakoplšík péroocasý je endemitní druh Nové Guineje. Vyskytuje se napříč téměř celým ostrovem, jeho populace scházejí zvláště v jižních nížinatých oblastech. Je možné, že ve skutečnosti může jít o komplex kryptických druhů.
Jeho přirozenými stanovišti jsou lesy, často v procesu obnovy či disturbance, a to až do nadmořské výšky 1 900 m n. m. Nevadí mu ani život v synantropních podmínkách, byť v takovém případě vyžaduje určitý podíl stromového porostu.

## Popis
Vakoplšík péroocasý dosahuje délky hlavy a těla 10 až 13 cm a délky ocasu 12 až 15 cm. Ve srovnání se svým nejbližším žijícím příbuzným, vakoplšíkem létavým (Acrobates pygmaeus), postrádá kožovitou membránu na bocích, která umožňuje plachtivý let. Tělo porůstá měkká a huňatá srst žlutohnědého, světle hnědého až lehce šedého zbarvení, s pestře zbarveným obličejem: jeho podkladová barva je bílá, přičemž od tlamy až po temeno se táhne pár hnědých nebo černých pruhů a těsně před každým uchem se navíc rozvíjí nápadná tmavá skvrnka. Ocas je až na základnu olysalý, byť po stranách jej zdobí tuhé chlupy, jež mu dávají podobu ptačího pera. Vak samic je dobře vyvinutý a otevírá se směrem dopředu.

## Chování
O chování a ekologii vakoplšíka péroocasého se ví poměrně málo. Jde o noční stromové zvíře, přičemž v pohybu v korunách mu pomáhá jak ocas s částečně chápavou funkcí, tak ostré a zakřivené drápky. Čas odpočinku tráví ve stromových dutinách nebo v hnízdech, jež si buduje na olistěných větvích. Tito vačnatci byli pozorováni buďto solitérně, anebo v malých skupinkách o 2 až 3 jedincích. Platí za všežravce, v jídelníčku se objevují jak květy a plody, tak hmyz a ostatní bezobratlí. Samice rodí jedno, někdy dvě mláďata, a to zřejmě i vícekrát za rok.

## Ohrožení
Mezinárodní svaz ochrany přírody (IUCN) pokládá vakoplšíka péroocasého za málo dotčený druh se stabilním populačním trendem. Podle IUCN není tento vačnatec vystaven žádným významným hrozbám.